# Dyscophogryllus
Dyscophogryllus är ett släkte av insekter. Dyscophogryllus ingår i familjen syrsor.
Kladogram enligt Catalogue of Life:
| Dyscophogryllus | \| \| Dyscophogryllus castaneus \| \| \| \| \| \| Dyscophogryllus saltator \| \| \| \| |
|                 | \| \| Dyscophogryllus castaneus \| \| \| \| \| \| Dyscophogryllus saltator \| \| \| \| |
|                 | Dyscophogryllus castaneus                                                              |
|                 |                                                                                        |
|                 | Dyscophogryllus saltator                                                               |
|                 |                                                                                        |